# 小行星5731
小行星5731（英語：5731 Zeus）是一颗围绕太阳公转的小行星。1988年11月4日，卡罗琳·舒梅克、尤金·舒梅克在帕洛马山发现了此天体。
这颗小行星的绝对星等为216.9658179270387等。小行星5731以希臘神話的眾神之王宙斯命名。